# Maxim Saculțan
Maxim Saculțan (ur. 18 listopada 1996) – mołdawski zapaśnik walczący w stylu wolnym. Olimpijczyk z Paryża 2024, gdzie dziewiąte miejsce w kategorii do 65 kg. Piąty na mistrzostwach świata w 2023 roku. 
Brązowy medalista mistrzostw Europy w 2021; piąty w 2019. Trzeci na MŚ U-23 w 2018 i 2019 roku.